# Japanse Supercup
De Japanse Supercup is een beker waarvoor wordt gestreden tussen de winnaar van de J-League en de winnaar van de beker, de Emperor's Cup. De ontmoeting wordt sinds de oprichting in 1994 gesponsord en staat bekend als Fuji Xerox Super Cup (富士ゼロックススーパーカップ Fuji zerokkusu sūpā kappu). Van 1977 tot 1984 was er eveneens een soort van Super Cup, die vooral diende als openingswedstrijd van het seizoen in de Japan Soccer League (JSL).
Als de kampioen zowel de beker als het landskampioenschap wint, dan speelt de verliezer van de Emperor's Cup in deze wedstrijd. Er is geen verlenging, na 90 minuten wijzen penalty's de winnaar aan.

## Resultaten
- In 1999 speelde Shimizu S-Pulse in de supercup vanwege het einde van Yokohama Flügels.
- In 2001, 2007, 2008, 2015 en 2017 speelde de verliezend bekerfinalist omdat de landskampioen ook de beker gewonnen had.

| Jaar | Winnaar J-League    | Winnaar Emperor's Cup | Score             |
| ---- | ------------------- | --------------------- | ----------------- |
| 1994 | Verdy Kawasaki      | Yokohama Flügels      | 2-1               |
| 1995 | Verdy Kawasaki      | Bellmare Hiratsuka    | 2-2 (4-2 na pens) |
| 1996 | Yokohama Flügels    | Nagoya Grampus Eight  | 0-2               |
| 1997 | Kashima Antlers     | Verdy Kawasaki        | 3-2               |
| 1998 | Júbilo Iwata        | Kashima Antlers       | 1-2               |
| 1999 | Kashima Antlers     | Shimizu S-Pulse       | 2-1               |
| 2000 | Júbilo Iwata        | Nagoya Grampus Eight  | 1-1 (3-2 na pens) |
| 2001 | Kashima Antlers     | Shimizu S-Pulse       | 0-3               |
| 2002 | Kashima Antlers     | Shimizu S-Pulse       | 1-1 (4-5 na pens) |
| 2003 | Júbilo Iwata        | Kyoto Purple Sanga    | 3-0               |
| 2004 | Yokohama F. Marinos | Júbilo Iwata          | 1-1 (2-4 na pens) |
| 2005 | Yokohama F. Marinos | Tokyo Verdy 1969      | 2-2 (4-5 na pens) |
| 2006 | Gamba Osaka         | Urawa Red Diamonds    | 1-3               |
| 2007 | Urawa Red Diamonds  | Gamba Osaka           | 0-4               |
| 2008 | Kashima Antlers     | Sanfrecce Hiroshima   | 2-2 (3-4 na pens) |
| 2009 | Kashima Antlers     | Gamba Osaka           | 3-0               |
| 2010 | Kashima Antlers     | Gamba Osaka           | 1-1 (5-3 na pens) |
| 2011 | Nagoya Grampus      | Kashima Antlers       | 1-1 (3-1 na pens) |
| 2012 | Kashiwa Reysol      | FC Tokyo              | 2-1               |
| 2013 | Sanfrecce Hiroshima | Kashiwa Reysol        | 1-0               |
| 2014 | Sanfrecce Hiroshima | Yokohama F. Marinos   | 2-0               |
| 2015 | Gamba Osaka         | Urawa Red Diamonds    | 2-0               |
| 2016 | Sanfrecce Hiroshima | Gamba Osaka           | 3-1               |
| 2017 | Kashima Antlers     | Urawa Red Diamonds    | 3-2               |
| 2018 | Kawasaki Frontale   | Cerezo Osaka          | 2-3               |
| 2019 | Kawasaki Frontale   | Urawa Reds            | 1-0               |

J1 League · J2 League · J3 League · Japan Football League · Japanse Supercup · J-League Cup · Emperor's Cup · Suntory Championship